# Inishmore Island SAC
Inishmore Island SAC este o arie protejată (arie specială de conservare — SAC, sit de importanță comunitară — SCI) din Irlanda întinsă pe o suprafață de 14.493,61 ha, integral pe uscat.

## Localizare
Centrul sitului Inishmore Island SAC este situat la coordonatele 53°08′11″N 9°44′05″W / 53.136322°N 9.734597°V.

## Înființare
Situl Inishmore Island SAC a fost declarat sit de importanță comunitară în ianuarie 2002 pentru a proteja 14 specii de animale. Situl a fost protejat și ca arie specială de conservare în mai 2019.

## Biodiversitate
Situată în ecoregiunea atlantică, aria protejată conține 16 habitate naturale: Lagune de coastă, Recifuri, Vegetație perenă pe țărmurile stâncoase, Faleze cu vegetație de pe coastele atlantice și baltice, Dune mobile cu vegetație embrionară, Dune mobile de-a lungul țărmului cu Ammophila arenaria („dune albe”), Dune de coastă fixe cu vegetație erbacee („dune gri”), Dune cu Salix repens ssp. argentea (Salicion arenariae), Depresiuni intradunale umede, Machair (* habitat specific irlandez), Pajiști uscate europene, Pajiști alpine și boreale, Pajiști uscate seminaturale și facies de acoperire cu tufișuri pe substraturi calcaroase (Festuco-Brometalia) (* situri importante pentru orhidee), Fânețe de joasă altitudine (Alopecurus pratensis, Sanguisorba officinalis), Lespezi calcaroase, Peșteri marine scufundate complet sau parțial.
La baza desemnării sitului se află mai multe specii protejate:
- păsări (13): alca (Alca torda), prundaș gulerat mare (Charadrius hiaticula), șoim călător (Falco peregrinus), Fulmarus glacialis, Phalacrocorax aristotelis, cormoran mare (Phalacrocorax carbo), Pyrrhocorax pyrrhocorax, Rissa tridactyla, chiră mică (Sterna albifrons), Sterna paradisaea, chiră de mare (Sterna sandvicensis), Uria aalge, nagâț (Vanellus vanellus)
- nevertebrate (1): Vertigo angustior

Pe lângă speciile protejate, pe teritoriul sitului au mai fost identificate 13 specii de plante, 2 specii de păsări, 28 de specii de nevertebrate.